# Jane Avril
Jane Avril, pseudonimo di Jeanne Louise Beaudon (Parigi, 9 giugno 1868 – Parigi, 17 gennaio 1943), è stata una ballerina francese.
Fu forse la più celebre stella del Moulin Rouge di Parigi, dove era anche conosciuta come «Jane la Folle» o «La Mélinite».

## Biografia
Figlia di una modista, Elise Beaudon, che amava vivere liberamente, e di un supposto nobile italiano, Luigi Fontana, Jeanne ebbe un'infanzia difficile. A due anni fu affidata alla nonna che se ne occupò con amore, ma alla sua morte, fu affidata alla madre, che affetta da alcolismo iniziò a maltrattarla.La bambina, che all'epoca aveva nove anni, fu traumatizzata dalla violenza materna. Fu poi rinchiusa in un collegio dove ebbe le prime crisi nervose, che con il tempo si aggravarono. A 14 anni fu ricoverata a l'ospedale della Salpêtrière, nel servizio gestito dal dottor Jean-Martin Charcot.
Alla Salpêtrière era tradizione il martedì grasso, organizzare un ballo in cui le pazienti affette da epilessia, potevano incontrare membri selezionati dell'alta società. Lo scopo di questo ballo, che i giornalisti francesi dell'epoca chiamavano il Bal des folles, era di utilizzare l'espressione artistica della danza a fini terapeutici. Fu in occasione di questo ballo che per la prima volta Jeanne si sentì trasportata dalla musica. Verso i 16 anni Charcot la dimette affidandola nuovamente alla madre. Priva di risorse, e desiderosa di liberarsi della tutela materna, fugge e viene aiutata da un gruppo di prostitute che le fanno scoprire il Bal Bullier, una famosa sala da ballo parigina, dove inizia a esibirsi. Frequenta anche altre numerose sale da ballo e, priva di risorse diventa la protetta, di alcuni uomini, fra cui lo scrittore francese di origine polacca Teodor de Wyzewa. 
Il ballo sembra darle una gioia mai provata prima. All'età di 21 anni viene notata da Charles Zidler che la scrittura per il Moulin Rouge. Inizia a ballare sola su scena ma poco dopo Zidler la convince a ballare la quadrille naturaliste insieme a La Goule, la Môme Fromage, Grille d'Égout e Nini Pattes en l'Air, diventando così una delle ballerine più note. Non si sa se fu volontario, ma rapidamente si distinse dalle altre ballerine indossando dei mutandoni colorati anziché bianchi.
Ben presto si esibì anche in altri locali: Décadents, Divan japonais, L'Eldorado, au Jardin de Paris, Tabarin, fino al trionfo alle Folies Bergère dove furoreggiò con un balletto da lei stessa creato: L'arc-en-ciel.
La caratteristica che la distingueva da tutte le altre ballerine era la sua danza priva di qualsiasi volgarità, quasi pudica, e questo le permetterà di portare il can-can in molte capitali europee sempre con grande successo.
Grazie anche alle sue nobili origini si trovò a suo agio con il mondo intellettuale della capitale. In particolare sarà la musa di Henri de Toulouse-Lautrec che la immortalerà in tele e manifesti lasciando la Goulue.
Sposò nel 1911 il pittore Maurice Biais ritirandosi a vivere con lui a Jouy-en-Josas: è probabile che dalla loro unione sia nato un figlio. Nel 1926, quando l'uomo morì, si scoprì che egli aveva dilapidato il suo patrimonio. Nal 1933 scrisse le sue memorie.
Si esibì per l'ultima volta nel 1935 in compagnia di Max Dearly.
Morì nel 1943 nella casa di riposo per artisti dove era entrata l'anno precedente grazie all'intervento di Sacha Guitry, venendo poi sepolta nel Cimitero di Père-Lachaise poco distante dalla tomba di Mademoiselle Clairon, altra ballerina dell'epoca.

## Opere
- Jean Avril, La ragazza del Moulin Rouge. Le mie memorie, trad. M. Borelli, Roma, Castelvecchi, 2015

## Riconoscimenti
- La città di Parigi le ha dedicato un giardino sul boulevard de Ménilmontant.

## Nella cultura di massa
- Nel film Moulin Rouge realizzato nel 1952 da John Huston il suo personaggio viene interpretato da Zsa Zsa Gábor.